# Гаугревайлер
Гаугревайлер (нім. Gaugrehweiler) — громада в Німеччині, розташована в землі Рейнланд-Пфальц. Входить до складу району Доннерсберг. Складова частина об'єднання громад Альзенц-Обермошель.
Площа — 9,92 км2. Населення становить 525 ос. (станом на 31 грудня 2020).